# Mellisme
Ne doit pas être confondu avec mélisme.

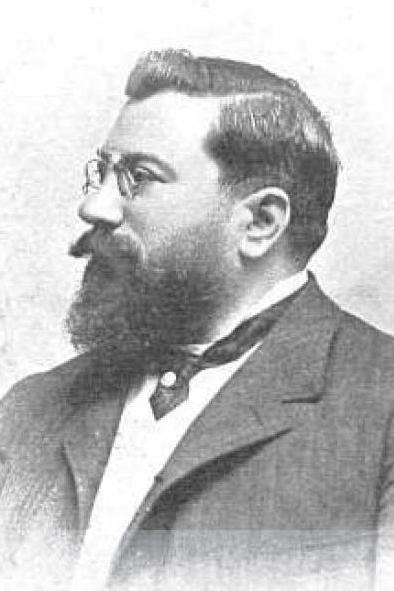
Juan Vázquez de Mella.

Le mellisme (en espagnol : mellismo) est un courant politique d’extrême droite espagnol du début du XXe siècle, apparu au sein du carlisme, élaboré et défendu par Juan Vázquez de Mella — dont il tire son nom —, qui en devint le dirigeant politique après sa scission en 1919. Il poursuivait comme objectif la construction d’un grand parti traditionaliste capable d’assurer une transition depuis le régime libéral de la Restauration vers une monarchie corporative traditionnelle, sur le modèle de celle de l’Ancien Régime (es). Après sa scission du carlisme, le mellisme s’exprima à travers le Parti catholique traditionaliste, mais échoua dans sa tentative d’amalgamer l’ensemble du mouvement traditionaliste et se désintégra rapidement. Le mellisme désigne à la fois la faction politique dirigée par Mella et la stratégie de celle-ci et la conception théorique de Mella, qui reste néanmoins considérée comme partie intégrante de la pensée carliste. Dans l'historiographie, ses partisans sont généralement appelés « mellistas » (littéralement « mellistes » ; dans la presse de l'époque « mellados »). Ils s'appelaient eux-mêmes « traditionalistes » et sont ainsi désignés par certains auteurs — en particulier pour les distinguer des autres carlistes —, mais le terme est ambigu car utilisé dans de multiples autres contextes.
Le mellisme fut un mouvement relativement éphémère mais qui joua un rôle important dans la rénovation doctrinale du carlisme au début du XXe siècle. Selon Jordi Canal, il s’agit de la déclinaison traditionaliste de la crise de la Restauration. Pour María Cruz Mina Apat, ce n’est qu’un exemple supplémentaire de la difficulté d’une union des droites espagnoles.
Au début de la Seconde république espagnole, les anciens mellistes rejoignirent la Communion traditionaliste reconstituée — le parti officiel du carlisme —, qui amalgama les forces des principaux courant traditionalistes en vigueur — melliste, pradéristes, intégristes et l'ensemble du carlisme qui n'était pas entré en dissidence —.

## Mellisme émergent (1900–1912)

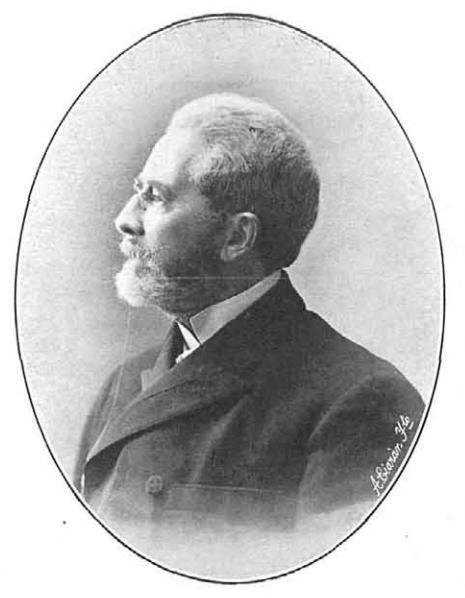
Bartolomé Feliú

En général, il n'y a pas de références au mellisme ou aux mellistes dans l’historiographie pour les périodes antérieures à 1910. La presse de l’époque commença à parler de mellismo en 1919. Pour désigner les groupes internes du carlisme au début du XXe siècle, les chercheurs appellent la faction la plus encline à des alliances avec les autres partis les « posibilistas » (« possibiliste »), tandis que ceux tendant à s’aligner avec le dirigeant déchu de la Communion traditionaliste (le parti carliste), le marquis de Cerralbo, sont appelés « cerralbistas » ; c’est également ainsi que Vázquez de Mella préférait se qualifier lui-même,. Cependant, il commença à gagner des adeptes dès le début des années 1890, d’abord attirés par ses dons rhétoriques plutôt que par ses idées ou sa stratégie politique. En effet, sa posture pouvait sembler déconcertante : il se déclara ennemi du système de la Restauration, mais adopta une stratégie d’alliance avec les partis établis — il fit « usage des méthodes et des règles du système démocratique pour le dynamiter de l’intérieur » —, il s’impliqua avec enthousiasme dans le jeu électoral,, tout en participant à une conspiration pour organiser un coup militaire en 1898-1900,,, il appuya des coalitions électorales minimalistes, mais prôna des objectifs maximalistes — une « dialectique distinctive » —,, il clamait l’orthodoxie de la doctrine traditionaliste,,, tout en maintenant une relation tendue avec le prétendant carliste — spécialement après l’Octubrada —, et se révéla prudemment enclin à des solutions non dynastiques,,.
Après l’« Octubrada » — une série de révoltes carlistes mineures —, Mella se réfugia au Portugal où il resta durant quelques années. Il fut également écarté par le prétendant qui qualifia officiellement de traîtres ceux qui s’étaient impliqués dans les soulèvements,,,. Après avoir obtenu le pardon royal en 1903, il reprit sa carrière parlementaire en 1905 — il se présenta aux élections de 1903, sans être élu —. Étant donné que les leaders carlistes avaient généralement 60 ans ou plus, Mella émergea comme le représentant le plus dynamique de la génération d’âge moyen et le politicien carliste clairement le plus charismatique. Il devint ainsi la figure centrale de la révision théorique du carlisme. Il consolida sa position principalement grâce à ses harangues, aux Cortès ou lors de réunions publiques. Il n’occupa pas de postes officiels dans le parti, si ce n’est dans son organe de presse, El Correo Español. Son prestige personnel devint rapidement un problème, aussi bien pour le prétendant — bien que certains auteurs affirment le contraire — que pour le leader politique du moment, Matías Barrio y Mier, designé pour maintenir les partisans de Cerralbo sous contrôle. Sur ordre du prétendant carliste, Barrio suivit une politique prudente d’alliances électorales, cherchant également à limiter l’influence de Mella dans El Correo. L'une des dernières décisions politiques du prétendant fut de nommer en 1909 un universitaire relativement inconnu, Bartolomé Feliú, comme successeur de Barrio, qui était malade, à la tête du parti ; cette décision fut un coup dur pour les partisans de de Mella, qui le considéraient comme le candidat naturel à la succeession, ce qui déclencha une série de protestations,.

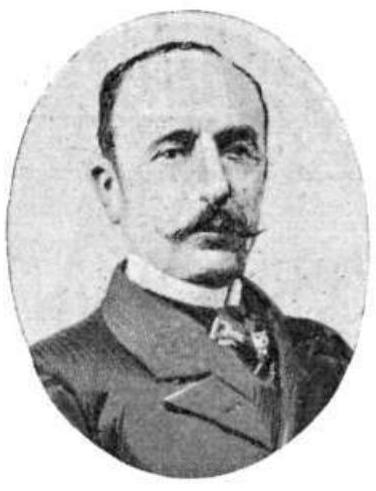
Le marquis de Cerralbo

Après la mort du prétendant Charles VII, son fils le nouveau prétendant carliste, Jacques de Bourbon (Don Jaime) subit des pressions des cerralbistas pour renvoyer Feliú. il opta pour un compromis, confirmant la nomination mais nommant Mella comme son secrétaire personnel,. Après quelques mois passés ensemble en 1910, Vázquez de Mella rompit, désillusionné — désillusion qui fut mutuelle — de son nouveau monarque,,. Pendant la campagne pour les élections de 1910, le mellisme émergea pour la première fois comme une stragégie : alors que Feliú autorisait des accords locaux strictement conditionnés par les revendications dynastiques, Vázquez de Mella montait une coalition anti-révolutionnaire, ultra-conservatrice et catholique avec Antonio Maura et sa faction du Parti conservateur. Au cours des 2 années suivantes, le groupe, déjà qualifié de « mellistas », s’affaira à discréditer Feliú, le chef délégué du carlisme,,,, en menant une campagne visant à le présenter comme un leader incompétent, éludant la question des alliances. En 1912, Mella accusa Feliú de se maintenir illégitimement à la direction,, et exigea sa destitution, en menaçant le prétendant carliste de ne plus suivre ses critères qu’il jugeait dépourvu de « légitimité d’exercice ». Dans la conception carliste, le roi doit être légitime non seulement en termes d'origines — il doit être l'héritier du roi légitime —, mais il doit aussi détenir la « légitimité d[e l]’exercice » (« legitimidad de ejercicio »), c'est-à-dire qu’il doit gouverner conformément aux principes traditionalistes. Ignorer l'opinion des corps carlistes traditionnels — dans ce cas la Junte supérieure, dominée par cerralbistas et mellistas — aurait été la preuve d'un césarisme, incompatible avec la légitimité de l’exercice. Au départ, Mella n'avait pas envisagé une telle escalade, mais il fut provoqué par son adversaire le comte de Melgar, qui espérait que Don Jaime n’hésiterait pas à expulser Mella, en pleine rébellion, mais le calcul se retourna contre lui. Un autre sujet de débats était les accusations de manque d’orthodoxie catholique et de sympathies pro-libérales de Don Jaime, combinées à des rumeurs croissantes d’une plainte faite au tribunal de Paris d'une femme affirmant avoir donné naissance à un fils de Don Jaime. Don Jaime céda et à la fin de 1912, il rétablit Cerralbo à la présidence de la Junte supérieure,.

## Essor du mouvement (1912–1919)

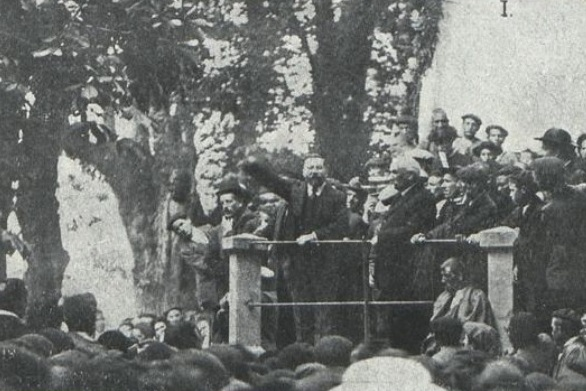
Discours de Vázquez de Mella en 1912.

Certains spécialistes affirment que, Cerralbo étant de plus en plus fasciné par Mella,, ce dernier, bien que vieillissant, fatigué du conflit et indécis, assuma le commandement effectif des structures du parti
,. La politique carliste était de plus en plus sous l’influence du mellisme — le contingent de parlementaires carlistes était clairement dominé par la personnalité de Mella et près de la moitié de ses membres étaient des mellistes déclarés —, les autres se montrant pour la plupart hésitants — seuls Feliú et Llorens étaient disposés à s’opposer activement —. Environ un tiers des 30 membres de l’organe dirigeant du parti — la Junte supérieure — avait des penchants mellistes, parmi lesquels les chefs régionaux du Pays basque, de Catalogne et du Pays valencien. Tandis que Cerralbo réorganisait l'exécutif national en 10 sections spécifiques, Mella monopolisait celles de la propagande et de la presse, tandis que d'autres mellistes dominaient dans les domaines électoraux et organisationnels,. El Correo Español continuait d'être un champ de bataille où Don Jaime luttait pour conserver son influence, mais il était de plus en plus dominé par les mellistes, en particulier Peñaflor (es),.
Don Jaime étant à peine joignable en Autriche à la suite de l'éclatement de la Grande Guerre, les mellistes prirent presque totalement le contrôle du parti ; les campagnes des carlistes aux élections générales espagnoles de 1914, 1916 et 1918 furent significativement marquées par la stratégie à long terme nourrie par les mellistes. Avec la baisse spectaculaire du taux de participation aux élections, et la croissante fragmentation des deux partis turnistas, il devenait évident que le système politique de la Restauration était en train de s'effondrer. Mella nourrissait le plan d’une alliance a minima de la droite qui conduirait à son tour à l’émergence d’un grand parti d’extrême-droite à prétentions maximalistes, susceptible d’être une nouvelle incarnation du traditionalisme — incluant jaïmistes, intégristes, nationalistes « périphériques » conservateurs et conservateurs intransigeants ; selon d’autres auteurs, il aurait favorisé l'union de groupes dont le programme recouvrait dans une large mesure celui du traditionalisme —. Cette formation était censée abattre le régime libéral — une stratégie qualifiée de « catastrophisme » — et assurer la transition vers un système corporatif traditionaliste, la question dynastique étant pratiquement absente,. Bien que, en 1914, on laissât totale liberté aux chefs provinciaux pour conclure des alliances électorales dans le but d’obtenir les meilleurs résultats possibles, Vázquez de Mella et Maura continuèrent à travailler pour que celles-ci prennent finalement la forme d'accords entre carlistes et mauristes,,. Au cours de la campagne pour les élections générales de 1916, Mella fit pour la première fois explicitement référence à une future union d’« extrême droite » — bien qu’appliquant le terme au domaine religieux et social, mais pas politique —, et de nouveaux termes comme « mauro-mellistas », « mauro-jaimistas » ou « carlo-mauristas » entrèrent en circulation et Maura commença à faire de vagues références anti-systèmes visant à altérer l’« ambiance de la vie publique ». La stratégie montra toutefois ses limites. Les alliances ne survécurent pas aux campagnes électorales ; les candidats jaïmistes ne remportèrent pas plus qu’une dizaine de sièges, un progrès très limité par rapport aux années 1890 et 1900, ; finalement, dans les régions avec de fortes identités locales, les partis défenseurs de ces dernières estimèrent que le foralisme (es) pouvait souffrir d’une hypothétique alliance avec l’extrême droite.

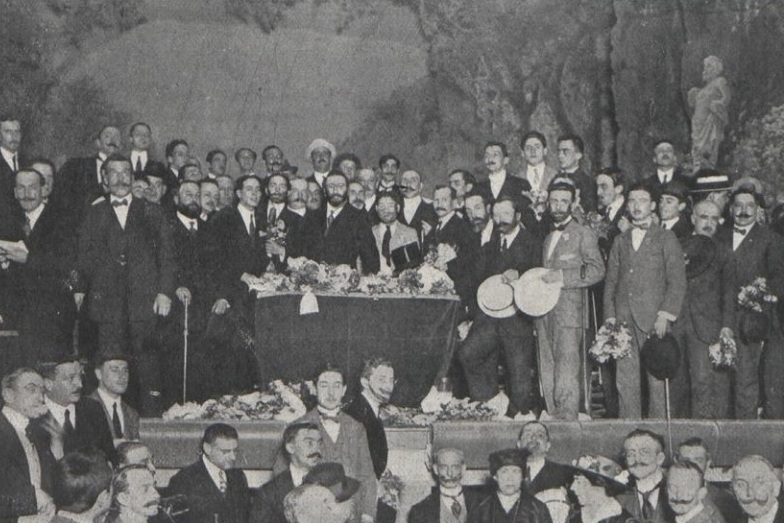
Célèbre discours pro-germanique de Mella prononcé au théâtre de la Zarzuela en 1915.

À la suite de l'éclatement de la Première Guerre mondiale, les sympathies mellistes pour l’Allemagne démontrées antérieurement,,  se transformèrent en une véritable campagne. Les livrets publiés, et les conférences données défendaient formellement la neutralité de l'Espagne dans le conflit mais suscitaient en réalité des sentiments favorables aux empires centraux et hostiles au Royaume-Uni,,. Après 1916, lorsque les sentiments favorables à l’Entente cordiale commencèrent à se renforcer, les mellistes s’efforcèrent de contrarier une éventuelle adhésion de l'Espagne aux Alliés. Le prétendant, dans sa résidence autrichienne, injoignable pendant la plus grande partie de la guerre, resta dans l'ambigüité. Il supportait la neutralité officiellement, mais en privait il s’inclinait plutôt pour l’Entente, et ne démentit pas le discours pro-germaniste des mellistes,. Les spécialistes ne s'accordent pas sur la relation du mellisme avec le premier conflit mondial. Très peu considèrent que cela constituait un problème central et réduisent la question à une simple inclination germanophile, en cohérence avec la conception idéologique du mellisme, louant le régime allemand anti-libéral et dénonçant les systèmes maçonniques, démocratiques et parlementaires britanniques et français. Certains commentaires suggèrent que la victoire des puissances centrales était censée faciliter la prise de contrôle de la scène politique espagnole par l'extrême droite
, tandis que d'autres spécialistes suggèrent que la question de la guerre n'avait absolument aucune pertinence.

## Rupture de 1919
En 1918, le mellisme semblait perdre du terrain : les alliances électorales n'avaient pas apporté de bénéfices significatifs, l'issue de la Grande Guerre dénuait de sens la posture pro-allemande et mit ses défenseurs en difficultés, certaines directions régionales continuèrent à exprimer leur divergence et Cerralbo, usé par sa difficile loyauté écartelée (entre Mella et le prétendant), réussit finalement à faire accepter sa démission, et fut temporairement remplacé par un autre Mellista, Cesáreo Sanz Escartín (en). Au début de 1919, le prétendant fut libéré de son assignation à domicile en Autriche, se rendit à Paris et sortir de deux ans de silence presque total avec la publication de deux manifestes,,. Publiés début février dans El Correso Español dans des circonstances quelque peu obscures, ils dénonçaient explicitement la désobéissance de certains leaders carlistes — sans les nommer — à la posture de neutralité officielle et indiquaient que les structures dirigeantes du parti allaient être réorganisées,.
Les mellistes en arrivèrent à la conclusion que leur stratégie pour la domination du parti — acculer le prétendant pour l’obliger à se conformer à leurs vues —  ne fonctionnerait plus et qu'une confrontation décisive était imminente,,,. Ils menèrent une contre-offensive médiatique, en rendant publiques certaines accusations qui avaient connu une diffusion confidentielle en 1912 et en présentant Don Jaime comme un leader qui avait perdu sa légitimité : pendant des années, il était resté passif et inactif, suivant une politique hypocrite en déclarant la neutralité mais en soutenant en fait l'Entente, s'écartant de l'orthodoxie catholique, ignorant les corps collégiaux traditionnels du carlisme et adoptant une politique césariste, jouant avec le parti et — en claire allusion à son absence de descendance — se comportant de manière irresponsable ; tout compte fait, ses derniers agissements n'étaient rien d'autre qu'une « Jaimada », un coup d'État au sein du traditionalisme et contre lui,. Aucune des parties en conflit ne firent référence à la question de la stratégie politique comme point de discorde.
Bien qu’au départ les forces en présence des deux côtés semblent équivalentes, Don Jaime fit rapidement pencher la balance en sa faveur. Ses hommes reprirent le contrôle de El Correo Español et il remplaça San Escartín par d'anciennes figures germanophiles qui semblaient pro-mellistes mais étaient finalement restés fidèles à la maison royale, d'abord Pascual Comín puis Luis Hernando de Larramendi (es),. Lorsque la presse alphonsine et libérale se réjouit à l’avance de la disparition du carlisme à cause de ses conflits internes, e nombreux membres du parti qui avaient auparavant exprimé leur malaise face à Don Jaime commencèrent à avoir des doutes. Vázquez de Mella, conscient du soutien avantageux dont il bénéficiait de la part des parlementairs et chefs locaux du parti, répondit en appelant à la tenue d’une grande assemblée.
Bien que faisant des références explicites au carlisme et au traditionalisme, certaines historiens affirment qu’à ce stade, il considérait déjà que la lutte pour le contrôle des structures jaïmistes était futile et interprètent cet appel comme une décision de se retirer de la Communion traditionaliste pour construire un nouveau parti. L'affrontement ne dura que deux semaines. Fin février 1919, les mellistes optèrent pour une organisation séparée, en établissant le Centro de Acción Tradicionalista (« Centre d’action traditionaliste ») comme leur quartier général provisoire à Madrid.

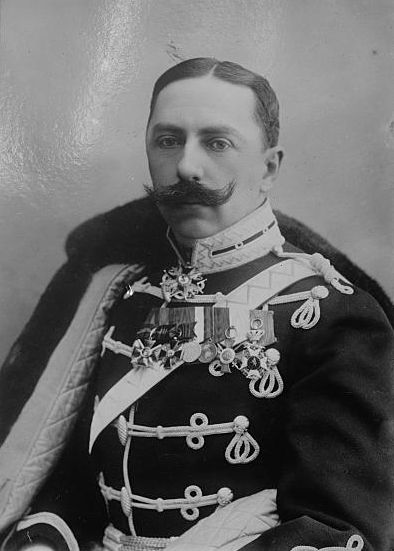
Jacques de Bourbon (1870-1931) (Jaime de Borbón).

De nombreux parlementaires carlistes du début du XXe siècle devinrent mellados, : outre Mella lui-même, Luis García Guijarro (es), Dalmacio Iglesias García, José Joaquín Ampuero y del Río (en), Cesáreo Sanz Escartín, Ignacio Gonzales de Careaga et Víctor Pradera Larumbe ; parmi les chefs régionaux d’importance on peut citer Tirso de Olazábal, José María Juaristi Landaida, le marquis de Valde-Espina (es), Luis et Manuel Lezama Leguizamón Sagarminaga (en) (Pays basque), Antonio Mazarrasa (en) (Alava), Doña Marina et Florida (Nouvelle-Castille), Teodoro de Mas, Miguel Salellas Ferrer, Tomás Boada Borrell et le duc de Solferino (Catalogne), Manuel Simó Marín (es) et Jaime Chicharro Sánchez-Guió (en) (Pays valencien) et José Díez de la Cortina (Andalousie) ; le groupe scissioniste fut complété par deux journalistes prolifiques, Miguel Fernández Peñaflor (es) et Claro Abánades López (es). La plupart des dissidents provenaient de deux régions : le Pays basque (en particulier le Guipuscoa) et la Catalogne. Certains quotidiens régionaux jaïmistes suivirent Mella, mais les plus importants, El Correo Español, El Pensamiento Navarro (es) et El Correo Catalán (es) restèrent fidèles au prétendant. L'impact sur la base militante fut beaucoup moins tangible. Dans les régions où le carlisme était une force mineure, comme la Vieille-Castille ou Valence, la scission ajouta à la confusion et à la marginalisation accrue du mouvement, mais dans le Pays basque, en Navarre et en Catalogne, la base sociale rurale du carlisme demeura presque intacte.

## Réforme et crise (1919–1922)

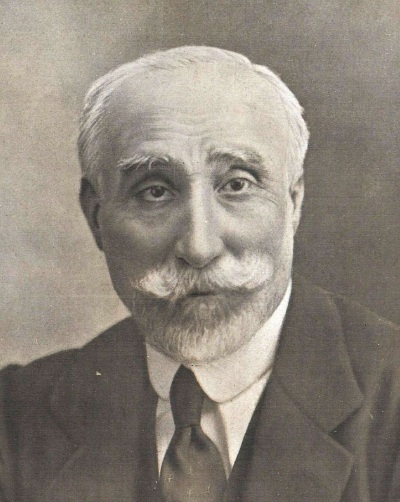
Antonio Maura

Tout au long de 1919, les mellistes s’affairèrent à institutionnaliser le mouvement. Son épine dorsale était constituée des Centros de Acción Tradicionalista locaux, qui émergeaient dans tout le pays ; El Pensamiento Español fut créé à Madrid pour servir d’organe d'expression national, et on tenta de créer une organisation de jeunesse, les Juventudes y Requetés Tradicionalistas (« Jeunesses et Requetés traditionaliste »). Bien que Mella ait rejeté un poste ministériel dans un nouveau gouvernement d'union nationale, affirmant qu'il ne pouvait jamais s'aligner sur la Constitution de 1876 et son système, en mai, le mellisme prit la forme d'un Centro Católico Tradicionalista (« Centre catholique traditionaliste », CCT), créé avant les élections de 1919 et destiné à servir de tremplin vers une alliance de l’ultra-droite dominée par les traditionalistes. Détaché de la contrainte des revendications dynastiques carlistes, tout en rejetant la monarchie alphonsine qu’il disait corrompue par le libéralisme, le CCT fut une tentative d'utiliser la plateforme catholique pour attirer les dissidents de l’aile droite du Parti conservateur, principalement les mauristes et ciervistes. D'autres alliances potentielles évoquées étaient celles avec les intégristes et l'Union Monárquica Nacional (es). Les mellistes remportèrent 4 sièges aux Congrès : Juaristi (Vergara), González Careaga (Tolosa), Garcia Guijarro (Valence) et Chicharro (Nulles ; ce dernier rejoignit toutefois la minorité cierviste aux Cortès ; les sénateurs mellistes élus étaient Ampuero (Guipuscoa) et Mazarrasa (Alava). En 1921, Manuel Lezama Leguizamón Sagarminaga fut également élu au Sénat (poste qu’il renouvela en 1923). Mella lui-même ne fut pas élu.
À partir de l'été 1919, les mellistes commencèrent à se préparer pour une grande assemblée nationale, censée lancer un nouveau parti et définir sa ligne politique. Après avoir envisagé de nommer la nouvelle formation « Partido Católico Nacional » (« Parti catholique national »), c'est finalement celui de Partido Católico-Tradicionalista (« Parti catholique-traditionaliste » qui s’imposa),,. Des rassemblements régionaux mellistes eurent lieu à Artxanda, en Biscaye (en août 1919), et à Badalone, en Catalogne (en avril 1920). Cependant, lors de la campagne électorale de 1920, il apparut de plus en plus évident que, comme auparavant, différents groupes de droite étaient prêts à conclure des accords circonstanciels, mais aucun ne souhaitait s'engager sur la voie de l'intégration vers un nouveau parti d'extrême droite. Différentes personnalités mellistes se montrèrent enclines à poursuivre des négociations d'alliance de leur côté, généralement sur une base purement pragmatique : certains comme Pradera négocièrent avec les Mauristes, tandis que d’autres comme Chicharro se rapprochèrent des ciervistes ou d’autres encore de l'initiative sociale-catholique des anciens sympathisants de Mella Aznar et Minguijón (es) ; certains enfin se rapprochaient d'une idée catholique monarchiste défendue par El Debate. Les mellistes remportèrent deux mandats au Congrès : García Guijarro, de nouveau élu à Valence, et Ricardo Oreja Elósegui à Tolosa ; les sénateurs élus furent  Ampuero (Guipuscoa) et Lezama Leguizamón (Biscaye). Mella, une nouvelle fois non élu, lança rapidement sa candidature pour un siège au tribunal suprême, mais ne réussit pas à obtenir suffisamment de soutien parmi les partis conservateurs et a subi une défaite retentissante.

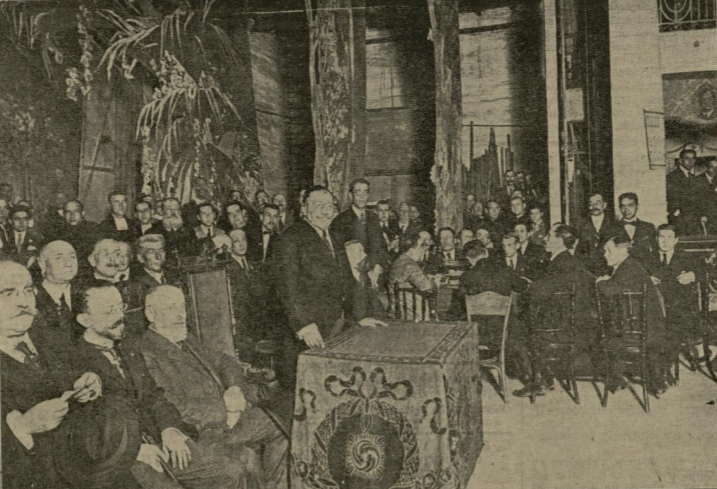
Discours dde Mella au théâtre Goya de Barcelone en 1921.

Vers la fin de 1920, il était déjà clair que le mellisme était dans l’impasse, échouant à gagner du terrain sur la scène politique nationale et de plus en paralysé par deux stratégies concurrentes. Tandis que Mella s’en tenait à son plan de grande fédération d’extrême droite, même partiellement conforme aux aspirations maximalistes du traditionalisme, Pradera emergea comme la figure d’une autre conception, selon laquelle cette alliance devrait être conclue sur une base minimaliste, dont le plus petit noyau commun serait un catholicisme anti-révolutionnaire et conservateur. De plus, Vázquez de Mella poursuivit une stratégie anti-système et éloignée des revendications dynastiques carlistes, prêt au mieux à prêter son soutien à un gouvernement qu’il jugerait acceptable mais sans y participer, tandis que Pradera était prêt à travailler dans le cadre de la restauration alfonsine et à accepter des postes ministériels. Le mellisme subit un autre revers lorsqu’un grand nombre de ses partisans rejoignirent le Parti social populaire (es).,,. En 1921, Mella doutait déjà de l’opportunité de lancer son propre parti et semblait réfléchir à son rôle de commentateur idéologique, se contentant de donner des orientations depuis l'arrière-plan.

## À partir de 1922: Disparition et praderisme

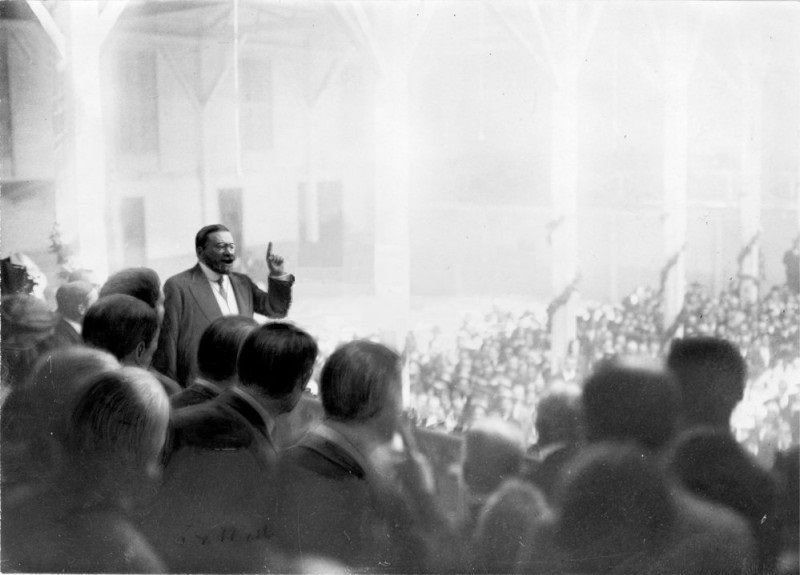
Discours de Mella le 19 septembre 1916 (ABC).

La grande assemblée melliste tant attendue eut finalement lieu en octobre 1922 à Saragosse, bien qu'elle fût très différente de ce que Mella avait initialement projeté. De nombreux mellistes qui s'étaient détachés de Don Jaime près de 4 ans auparavant avaient rejoint d'autres initiatives politiques entre-temps, d'autres avaient perdu leur enthousiasme après deux campagnes électorales infructueuses et furent déçus par le mouvement qui semblait avoir perdu sa direction, avec peu d’avancées sur la question de l’alliance des droites et Mella marquant des périodes d’inactivité de plus en plus longues. L’assemblée fut dominée par les partisans de Pradera, et Mella lui-même n'y assists pas ; à la place, il envoya une lettre, résumant ses dernières volontés politiques. Réaffirmant une fois encore ses opinions anti-système, il confirma que la monarchie traditionaliste était un objectif ultime et se déclara engagé à y travailler en tant que théoricien et idéologue, mais plus en tant que politicien. Des membres de la présidence prirent connaissance de la lettre et se déclarèrent poliment impatients de prendre le contrepied de la décision de Mella ; l'assemblée se conclut en se montrant favorable à la création d'un nouveau parti catholique,.
L’assemblée de Saragosse marqua pratiquement la fin du mellisme, bien que lors des dernières élections de la Restauration en 1923 deux candidats réussissent à être élus sous la bannière catholique-traditionaliste — Oreja à Valence et García Guijarro à Azpeitia —. Lors de l’année suivante, d'autres partisans de Mella rejoignirent d'autres initiatives politiques. En 1923, la vie politique nationale s'arrêta avec la mise en place de la dictature de Primo de Rivera et toutes les organisations politiques furent dissoutes, dont le Parti catholique-traditionaliste. Certains mellistes s’engagèrent dans des structures primorivéristes : quelques-uns assumèrent des hauts postes administratifs — comme azarrasa, Careaga et R. Oreja, qui devinrent des gouverneurs civils — et Pradera devint même une figure emblématique de la dictature, mais les spécialistes ne sont pas d'accord sur l’éventuel rapport entre cette activité et le mellisme. Certains auteurs considèrent le mellisme comme un groupe politique disparu et parlent de « pseudo-traditionalisme » ou de « mellistes praderistes », n’étant que vaguement associé avec le « mellisme orthodoxe » original. Un article publié en 1925 dans El Pensamiento Navarro intitulé El mellismo guipuzcoano affirmait que le mellisme avait « une vie rachitique, allanguie, complètement artificielle et prête à disparaître au premier souffle ». La stratégie « praderiste » et sa coopération avec le régime de Primo de Rivera, privé de toute base idéologique et moins encore traditionaliste, avait peu à voir avec le mellisme. Cette stratégie de coopération a été qualifiée de « praderisme »,.
La question des liens entre praderisme et mellisme est mal établie et non exempte de biais idéologiques, nouveaux et anciens. Les idéologues traditionalistes actifs durant le franquisme comme Francisco Elías de Tejada et Gambra encensèrent Mella comme l’un des plus grands théoriciens du carlisme et tendirent à ignorer Pradera jusque dans les années 1970, que le régime promouvait comme l’un de ses frères fondateurs. Les idéologues progressistes partisans du prétendant Charles-Hugues (Massó (es)) partagent le même point de vue. Andrés Martín, auteur d’un ouvrage détaillé sur lu scission melliste affirme que le praderisme et le mellisme avait peu de choses en commun, le premier se distinguant par son rapprochement avec l'alphonsisme, des alliances minimalistes, un réductionnisme idéologique et la substitution du traditionalisme pur un vague concept de droite autoritaire. Certains historiens défendent toutefois une vue opposée. Bartyzel considère Pradera comme le disciple le plus talentueux de Mella. Jordi Canal qualifie Pradera de « disciple et systématisateur » de la pensée de Mella, une opinion partagée par Pedro Carlos González Cuevas. On trouve une approche similaire dans Blinkhorn 2008, p. 145-147, où Pradera est décrit comme le « prophète d’un traditionalisme similaire à celui de Mella », « plus rigide » et « mieux intégré ». Il applique le qualificatif de « mellistes » à des politiciens carlistes qui n’avaient jamais côtoyé Mella mais avaient suivi Pradera durant la dictature de Primo de Rivera, comme Esteban Bilbao. Real Cuesta 1985, p. 157 affirme que Pradera était « très influencé par la doctrine melliste ».

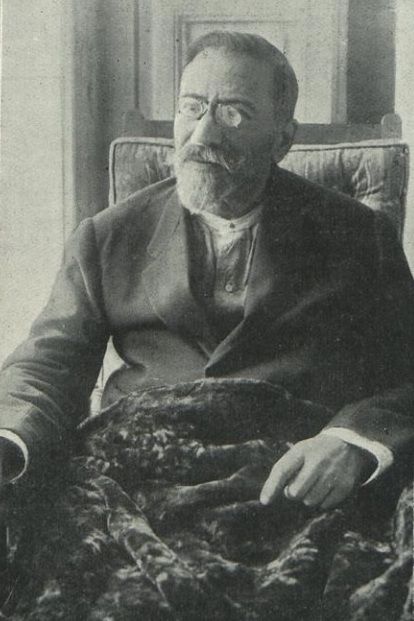
Mella en 1928 (année de sa mort).

Vázquez de Mella mit fin à sa vie publique. Sa dernière apparition publique date de 1924 et il mourut en 1928. En 1931-1932, de nombreux anciens partisans de Mella rejoignirent les rangs du carlisme officiel de la Communion traditionaliste, dès lors certains auteurs ne parlent plus de mellisme,,,,. Dans les structures de la Communion, les anciens mellistes ne formèrent pas un groupe ou une faction visible. Le terme de « mellistes » est parfois utilisé pour qualifier des Espagnols pro-nazis durant la Seconde Guerre mondiale.

## Héritage et place historique

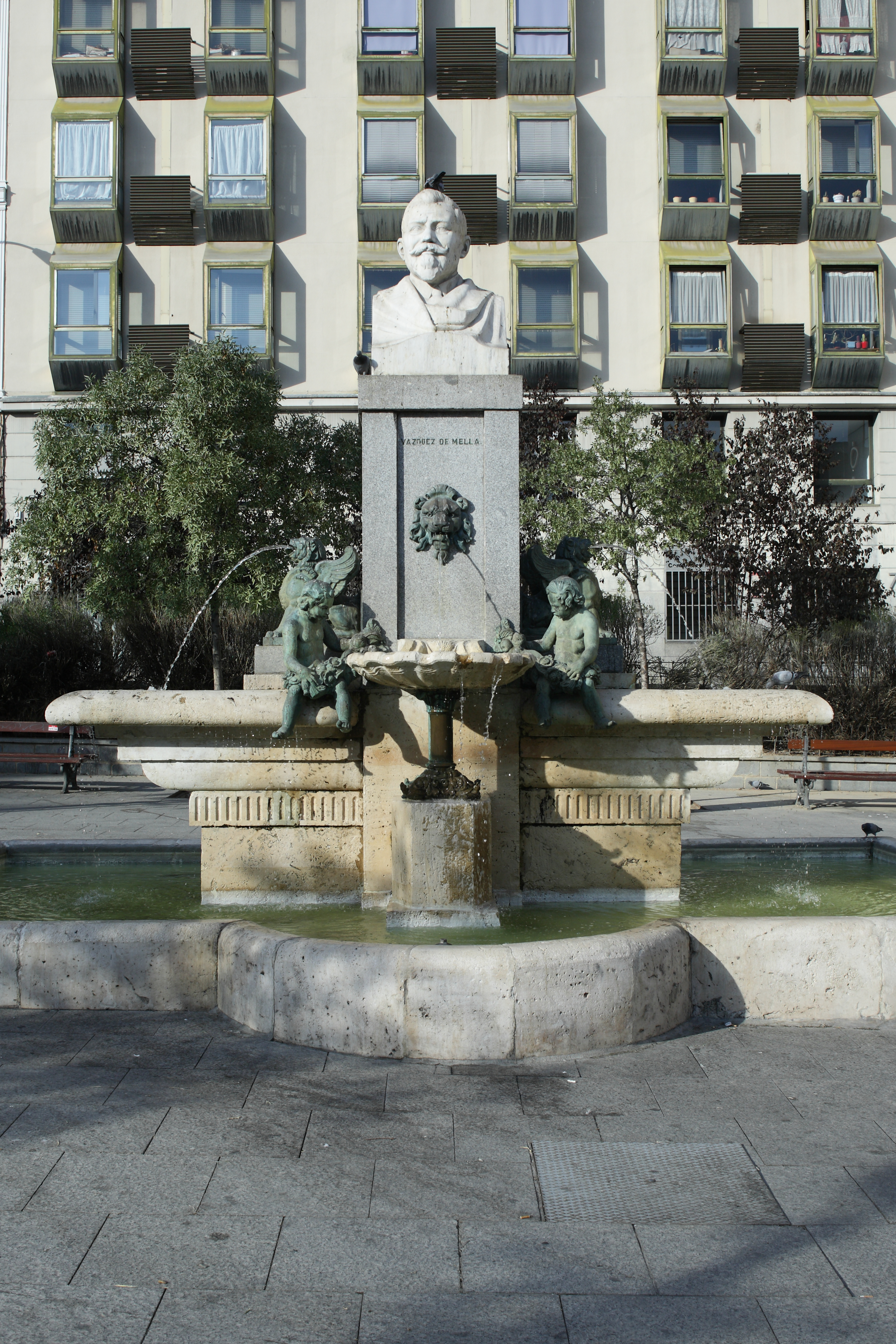
Monument à Mella à Madrid.

Le travail théorique de Mella a servi de point de référence pour plusieurs générations carlistes et fit l’objet de multiples études, y compris de chercheurs venus d’autres pays. Il demeure envisagé comme un élément intrinsèque de la doctrine traditionaliste, parfois présenté comme le plus raffiné, et un de ses composants systématiques, le climax de la philosophie politique traditionaliste. En revanche le terme de mellisme ne suscite pas ces adhésions, et il est de façon courant utilisé uniquement comme une référence à la politique de stratégie suivie par Mella et ses partisans.
Jusqu’à la fin du XXe siècle, l’historiographie considère majoritairement les mellistes dans leurs relations avec les autres dimensions du carlisme et se focalise sur la rupture de 1919, parfois décrite comme une parmi d’autres dans la longue histoire du mouvement,. Le schisme était présentée comme résultant d'un conflit de personnalités ou de divergences de points de vue sur la posture espagnole pendant la Première Guerre mondiale. La première monographie d’importance publié en 2000, redéfinissait systématiquement le mellisme comme une stratégie afin de bâtir une formaion d’extrême-droite visant à établir un changement depuis le régime libéral de la Restauration vers une monarchie traditionaliste. Selon cette conception théorique, le groupe peut être analysé sur trois niveaux : une base totalement unifiée par un programme commun, une fédération avec ceux qui l'acceptaient partiellement et une coopération circonstancielle avec d'autres groupes.
Outre les origines de la rupture de 1919, des questions relatives à certaines questions importantes restent sans réponse. Il reste par exemple à établir si Mella avait réellement l'intention de prendre le contrôle du carlisme en réduisant le prétendant à un rôle décoratif ou s'il visait consciemment une scission. Il reste à déterminer comment une question de politique étrangère, généralement d'importance secondaire pour la plupart des partis politiques, a réussi à déclencher un schisme, d'autant plus qu'en 1919, la guerre était terminée et que le carlisme a toujours manifesté peu d'intérêt, voire du dédain, pour tout ce qui se passait hors des frontières de l'Espagne. On peut se demander comment le mellisme a pu être suffisamment puissant pour ébranler l'un des plus anciens mouvements politiques européens, alors qu’il s'est avéré totalement inefficace en tant que projet indépendant. D’autres questions d’ordre chronologique restent à établir, notamment si le contrôle de Vázquez de Mella sur le Carlisme avant 1919 et la coopération avec les institutions de la dictature après 1923 doivent être considérées comme relevant du mellisme. Il reste aussi à expliquer les motivations de personnalités emblématiques pour leur loyauté aux prétendants carlistes, mais qui décidèrent de rejoindre les mellistes, comme ce fut le cas de Tirso de Olazábal.
| Quelques mellistes importants |                   |             |                      |                 |             |         |                     |                |         |                |                 |           |                   |                    |
|                               |                   |             |                      |                 |             |         |                     |                |         |                |                 |           |                   |                    |
| Abánades López                | Chicharro Sanchez | Doña Marina | Garcia Guijarro (es) | Iglesias García | Luis Lezama | Cortina | Olazábal Lardizábal | (M) Oreja (es) | Florida | (R) Oreja (es) | Simó Marín (es) | Solferino | Valde-Espina (es) | Sanz Escartín (en) |